# Aranyaka

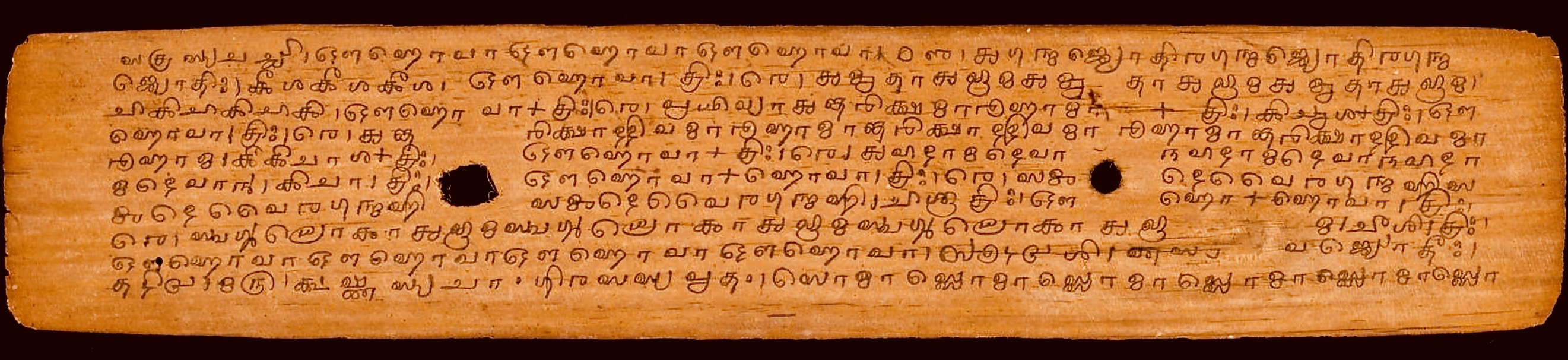
De Jaiminiya Aranyaka Gana

De Aranyaka's (Sanskriet: āraṇyaka, devanagari: आरण्यक, van āraṇya - woud: boeken van het woud) zijn heilige hindoegeschriften die met de Samhita's, Brahmana's en Upanishads tot de Veda's behoren. De Aranyaka's zijn daarmee shruti-teksten (geopenbaarde teksten). Ze richten zich minder dan de Brahmana's op riten en offers, maar meer op de mystieke betekenis van de rituelen. Ze zijn mogelijk door asceten gecomponeerd, of bedoeld om slechts in afzondering (in het woud of in de wildernis) te worden bestudeerd. Ze kunnen als voorlopers van de latere Upanishads worden beschouwd, die een sterker speculatieve aard hebben.